# Berglauf Sierre–Zinal

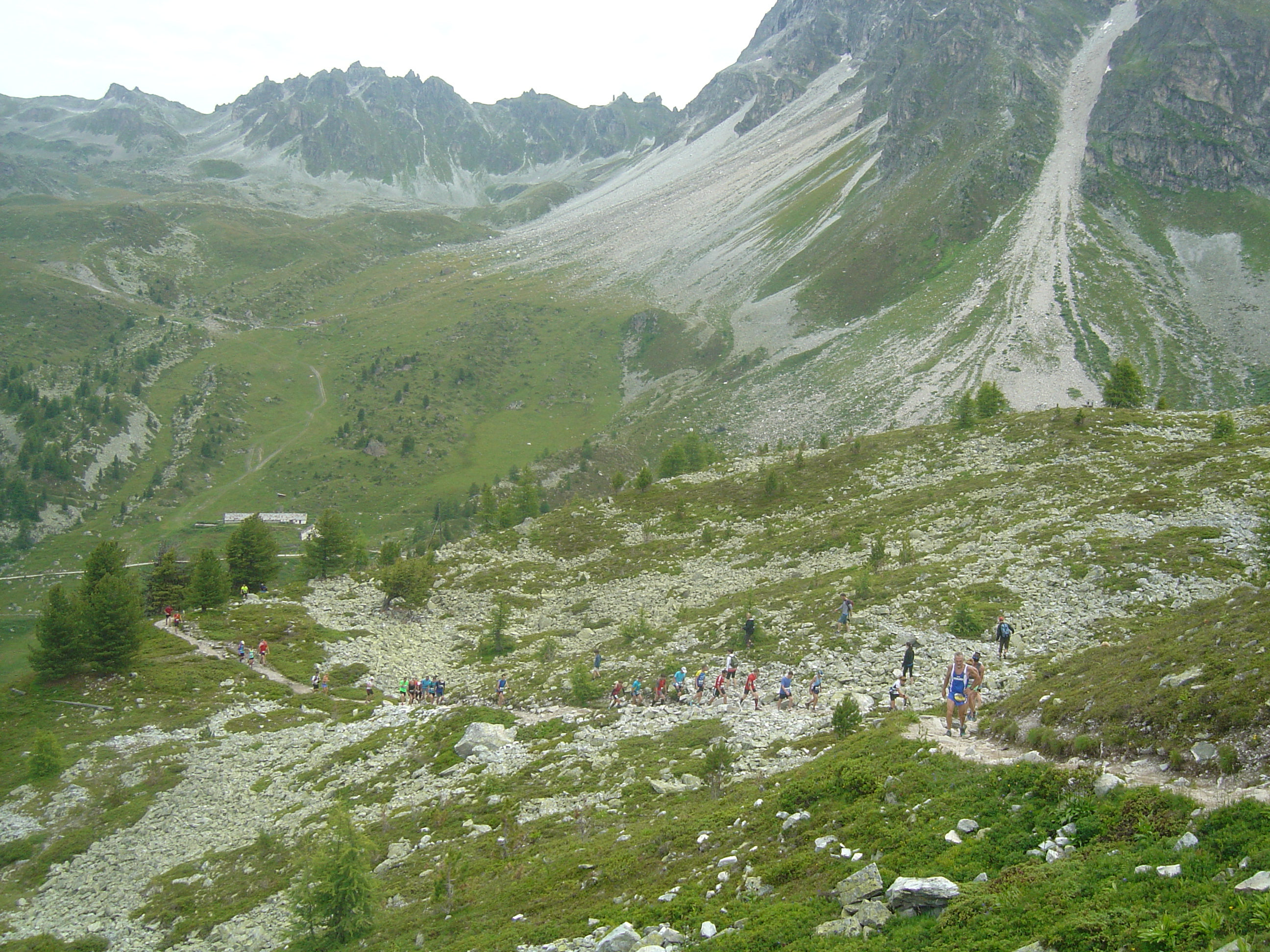
Sierre-Zinal Berglauf 2014 bei Kilometer 18,5

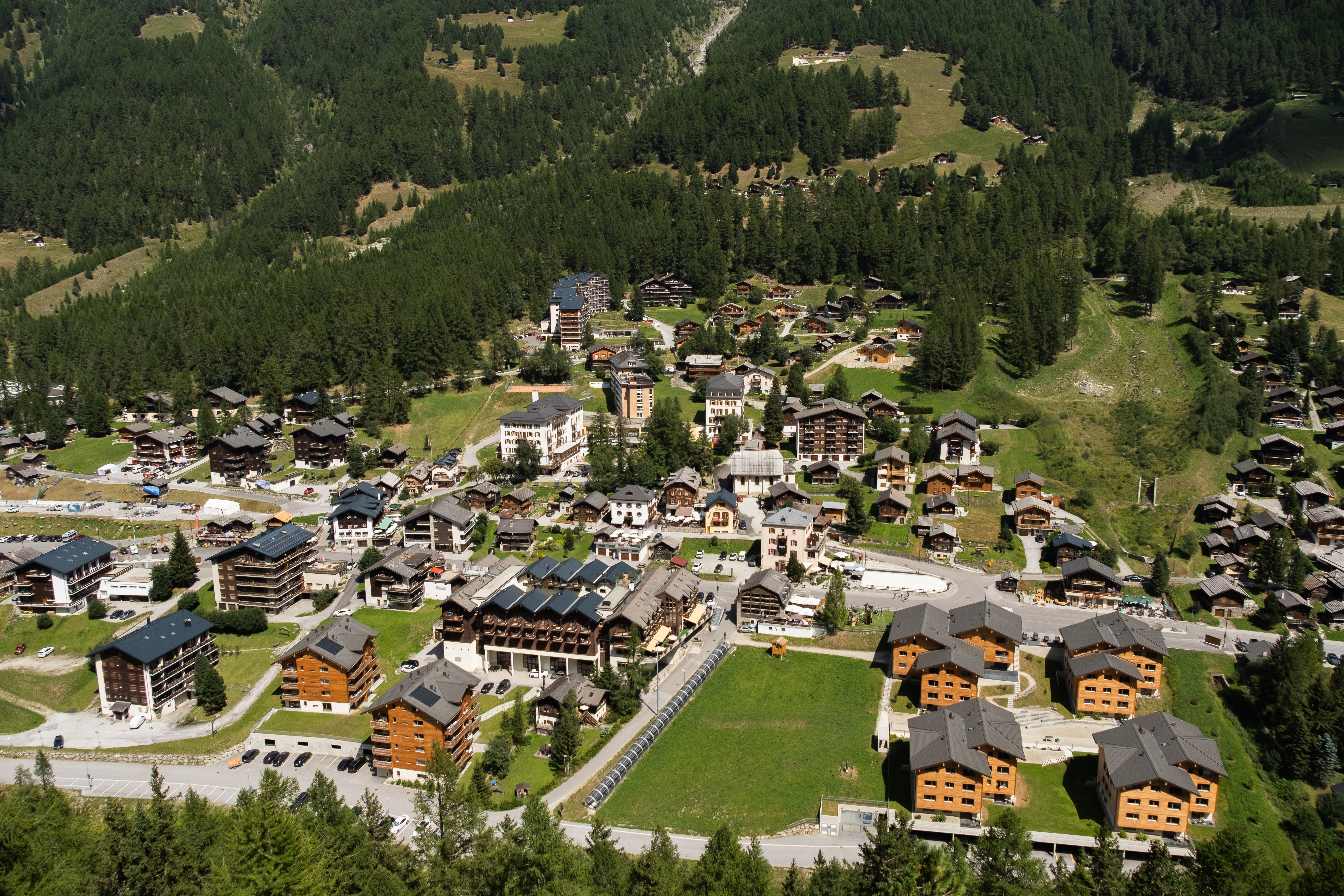
Der Zielort Zinal

Der Berglauf Sierre–Zinal ist ein Berglauf im Kanton Wallis in den Walliser Alpen und findet jeden August statt. Er wird auch als Lauf der fünf 4000er bezeichnet, da er an fünf über 4000 Meter hohen Bergen vorbei führt. Diese sind Weisshorn (4506 m), Zinalrothorn (4221 m), Ober Gabelhorn (4073 m), Matterhorn (4478 m) und Dent Blanche (4357 m). Startpunkt ist der Ort Sierre, und das Ziel liegt in Zinal. Er ist Teil der Golden Trail Series.
Das Rennen über 31 Kilometer und 2200 Höhenmeter wird seit 1974 ausgetragen und zieht jedes Jahr Sportler aus aller Welt an. Den Rekord mit den meisten Siegen hält Kílian Jornet Burgada aus Spanien mit zehn Siegen bei den Männern. Bei den Frauen hält Anna Pichrtová aus Tschechien den Rekord mit vier Siegen. Der Spanier Jornet Burgada hält auch den Streckenrekord aus dem Jahre 2024 bei den Männern mit 2:25:34 Stunden. Bei den Frauen hält Maude Mathys aus der Schweiz den Streckenrekord aus dem Jahre 2021 mit 2:46:03 Stunden. Im Jahre 2025 erreichten 1613 Läufer/-innen das Ziel (nur Laufkategorien, ohne "Touristen").